# Giuseppe Maria Galanti
Giuseppe Maria Galanti né à Santa Croce del Sannio  le 25 novembre 1743 et mort à Naples le 6 octobre 1806 est un économiste, historien, avocat et ambassadeur du roi de Sicile en Calabre en 1792.

## Biographie
Né à Santa Croce del Sannio  le 25 novembre 1743, il était fils d’un avocat qui voulut lui faire suivre la même carrière. Mais les doctrines du savant Genovesi éveillèrent dans le jeune Galanti de plus hautes pensées ; il suivit ses leçons, et après sa mort il publia son éloge historique en gardant l’anonyme. Voltaire et d’Alembert lui adressèrent à ce sujet des lettres extrêmement flatteuses. Les idées d’indépendance qu’il avait adoptées et développées dans cet ouvrage nuisirent à ses succès dans la carrière du barreau qu’il abandonna pour cultiver la littérature. Il fonda ensuite une imprimerie pour la réimpression des meilleurs écrits italiens et étrangers, afin de répandre des lumières dans toutes les classes, et il prépara lui-même une édition des œuvres choisies de Machiavel. Ayant annoncé que cette publication serait précédée d’un éloge de ce célèbre politique, et d’un discours sur les bases des sociétés et l’art du gouvernement, elle fut interdite par des ordres supérieurs. Alors il se livra à d’autres travaux, et à des recherches historiques qui l’occupèrent pendant plusieurs années. Il publia une description statistique de la province de Molise en 1781, et un Essai sur l’histoire des Samnites et les anciens peuples d’Italie. Ces travaux, qui décelaient un esprit sage et profond, n’étaient que le prélude d’un plus grand ouvrage. Galanti avait soulevé un coin du voile qui couvrait l’histoire des Deux-Siciles, et c’était à lui qu’il appartenait de bien faire connaître l’état de ce royaume affligé par d’anciens désordres, et dont la position était encore fort difficile. Les lois anciennes, les statuts fondamentaux, les formes salutaires du gouvernement étaient oubliés ou dédaignés ; on les avait remplacés par des abus, des règles capricieuses, et des traditions changées et dénaturées par cinq dynasties qui avaient successivement occupé le trône. La misère des populations, la pénurie du trésor, l’ignorance des magistrats, l’impunité des grands coupables avaient fait de ce pays un véritable chaos. Le gouvernement qui marchait dans la voie des réformes, ayant pensé que Galanti était seul capable de rétablir l’ordre, le chargea de recherches sur l’état ancien et actuel du pays, et lui fournit en même temps tous les moyens nécessaires pour faire une statistique. Après six ans d’études et de courses, il publia (1786) le premier volume de la Description géographique et politique du royaume des Deux-Siciles. Tout en montrant le mal de l’actualité, il y développait ses plans de réforme pour l’avenir. Cet ouvrage, qui fut regardé par ses ennemis comme le produit d’un esprit factieux, obtint un succès éclatant, et il fut traduit en français, en allemand et en anglais. Galanti eut bientôt une autre mission, celle d’établir les limites des différentes provinces du royaume, et d’en observer les usages particuliers. Il profita de cette mission pour aller étudier à Rome, afin d'y étudier les ressorts du gouvernement pontifical, qui tant de fois avait lutté avec celui de Naples ; la crise révolutionnaire qui vint alors agiter l’Italie le força de renoncer à ce projet, et il rentra dans les états napolitains. Nommé juge, il était désigné pour le ministère des finances, lorsque la révolution de 1799 éclata. Il fut élu l’un des représentants du peuple ; mais il tomba en disgrâce au retour du roi. Retiré dans sa maison de campagne, il reprit ses travaux scientifiques, et s’occupa de quelques ouvrages sur la littérature sicilienne, et sur les évènements de son époque, qui ne furent pas publiés. Lorsque Bonaparte, maître de Naples, y établit un conseil d’état, Galanti y fut d’abord appelé ; mais, comme on craignit sa franchise, on l’écarta en 1806, en lui donnant un modeste emploi de bibliothécaire du conseil d’état. Il mourut à Naples le 6 octobre de la même année.

## Œuvres
Galanti est l’auteur des ouvrages suivants, tous en italien :
- Éloge historique de l’abbé Genovesi, Naples, 1711 ; Venise, 1774 ; Florence, 1781.
- Éloge de Machiavelli, Naples, 1779.
- Description de la province de Molise avec un Essai sur la constitution du royaume, Naples, 1780, in-8°.
- Nouvelle description historique et géographique de l’Italie, Naples, 1782, 2 vol .in-8°.
- Essai sur l’histoire des premiers habitants de l’Italie, 1783, 1789, in-8°.
- Description géographique et politique des Deux-Siciles, Naples, 1786 à 1793, 4 vol. in-8°. Une seconde édition, commencée en 1794, fut abandonnée par suite des évènements politiques, et l’on n’en a que 2 vol. in-8°.
- Description de Naples, Naples, 1783, in-8°.
- Testament pour le barreau, Venise, (Naples), 1806, 2 vol. in-8°.
- Esprit général de la religion chrétienne, imprimé trois fois à Naples.